# Carlina lanata

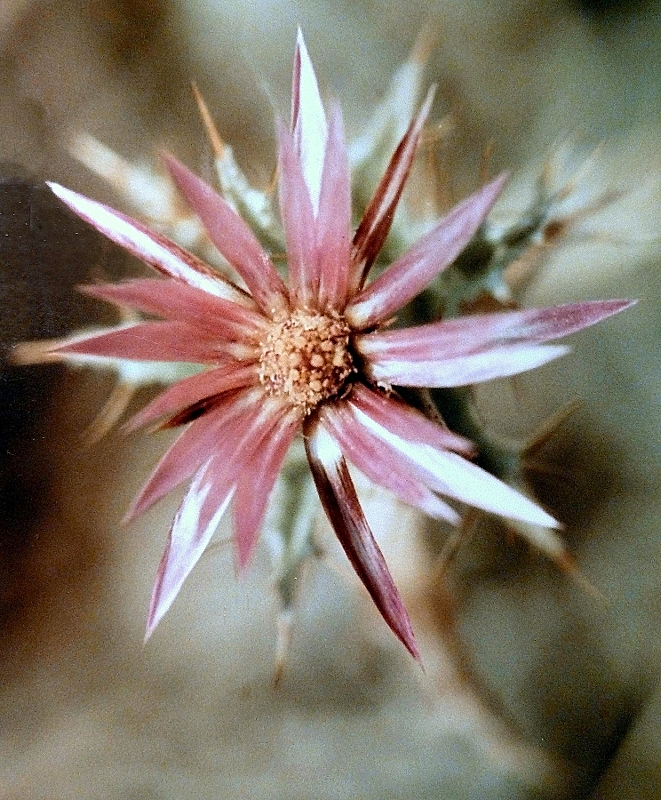
Vista cenital.

Carlina lanata L. es una especie de planta herbácea de  la familia asteráceas.

## Descripción
Es una planta de ciclo anual, espinescente tanto en las hojas como en los capítulos, las hojas son duras, rígidas y con tomento blanco - característica que da su nombre específico, lanata, al taxón. Toda la planta tiene una coloración verde clara. Los capítulos tienen las brácteas exteriores grandes y armadas de espinas, y unas interiores más largas que los flósculos, con aspecto de pétalos de color rojizo/purpúreo. Vive en los campos abandonados y secos, hasta en el borde externo de las playas; florece al principio del verano.

## Distribución geográfica
Es nativa del mediterráneo. Es España se encuentra en las Islas Baleares, Alicante, Barcelona, Castellón, Gerona, Lérida, Tarragona y Valencia  donde se encuentra en los bordes de campos y caminos.

## Taxonomía
Carlina lanata fue descrita por Carolus Linnaeus y publicado en Species Plantarum, vol. 2, p. 828, 1753.
Etimología
Carlina: nombre genérico que cuenta la leyenda que le enseñaron los «ángeles» a Carlomagno  como debía emplearla (refiriéndose a Carlina acaulis) contra la peste, y que así libró a sus huestes  de ella; y la planta se nombró así en su honor. Más tarde, la leyenda cambió a Carlomagno por Carlos I de España. Está última «interpretación» sería la que sirvió de base a Linneo para nombrar al género.
lanata: epíteto latino que significa "lanuda".
Sinonimia
- Carlina lanata var. pola (Hacq.) Fiori & Bég.
- Carlina lanata var. prolifera DC.
- Carlina pola Hacq.
- Mitina lanata (L.) Cass. in Cuvier
- Chromatolepis lanata (L.) Dulac[6][7]

## Nombres comunes
- Castellano: cardillo enano lanudo, cardo, cardo cuco, cardo muelle enano, cardo peludillo, cart de cabesseta.[8]